# ألكسندر جلازونوف
ألكسندر جلازونوف (الروسية: Александр Константинович Глазунов، 10 آب 1865 - 21 آذار 1936) كان ملحن روسي مهم ومعلم للموسيقى، والذي كان له تأثير كبير على تلاميذه.
ولد جلازونوف بسانت بطرسبرغ وتعلم الموسيقى على يد نيكولاي ريمسكي كورساكوف، أول سيمفونية من بين التسع سيمفونيات التي لديه عزفها عندما كان عمره 16 عاما. المعزوفة المشهورة «ستانكا رازين» كتبت أيضا في شبابه، عرف جلازونوف بأنه موسيقي مبدع في مجاله وبمساعدة معلمه ريمسكي كورساكوف انهى البعض من أهم معزوفات لألكسندر بورودين والتي كانت الأشهر من بينهم هي «الأمير ايجور».
في سنة 1899 عين جلازونوف لبروفيسور في مدرسة الموسيقى في سانت بطرسبرغ ولاحقا أصبح المدير لها. غادر جلازونوف روسيا في عام 1928 وقام بجولة في انحاء أوروبا والولايات المتحدة الأمريكية وتوفي في باريس.

## روابط أخرى
لجميع القطع الموسيقية لجلازونوف (بالإنكليزية)

## روابط خارجية
- ألكسندر جلازونوف على موقع IMDb (الإنجليزية)
- ألكسندر جلازونوف على موقع الموسوعة البريطانية (الإنجليزية)
- ألكسندر جلازونوف على موقع ميوزك برينز (الإنجليزية)
- ألكسندر جلازونوف على موقع إن إن دي بي (الإنجليزية)
- ألكسندر جلازونوف على موقع أول ميوزيك (الإنجليزية)
- ألكسندر جلازونوف على موقع ديسكوغز (الإنجليزية)
- ألكسندر جلازونوف على موقع قاعدة بيانات الفيلم (الإنجليزية)